# Kaisereiche

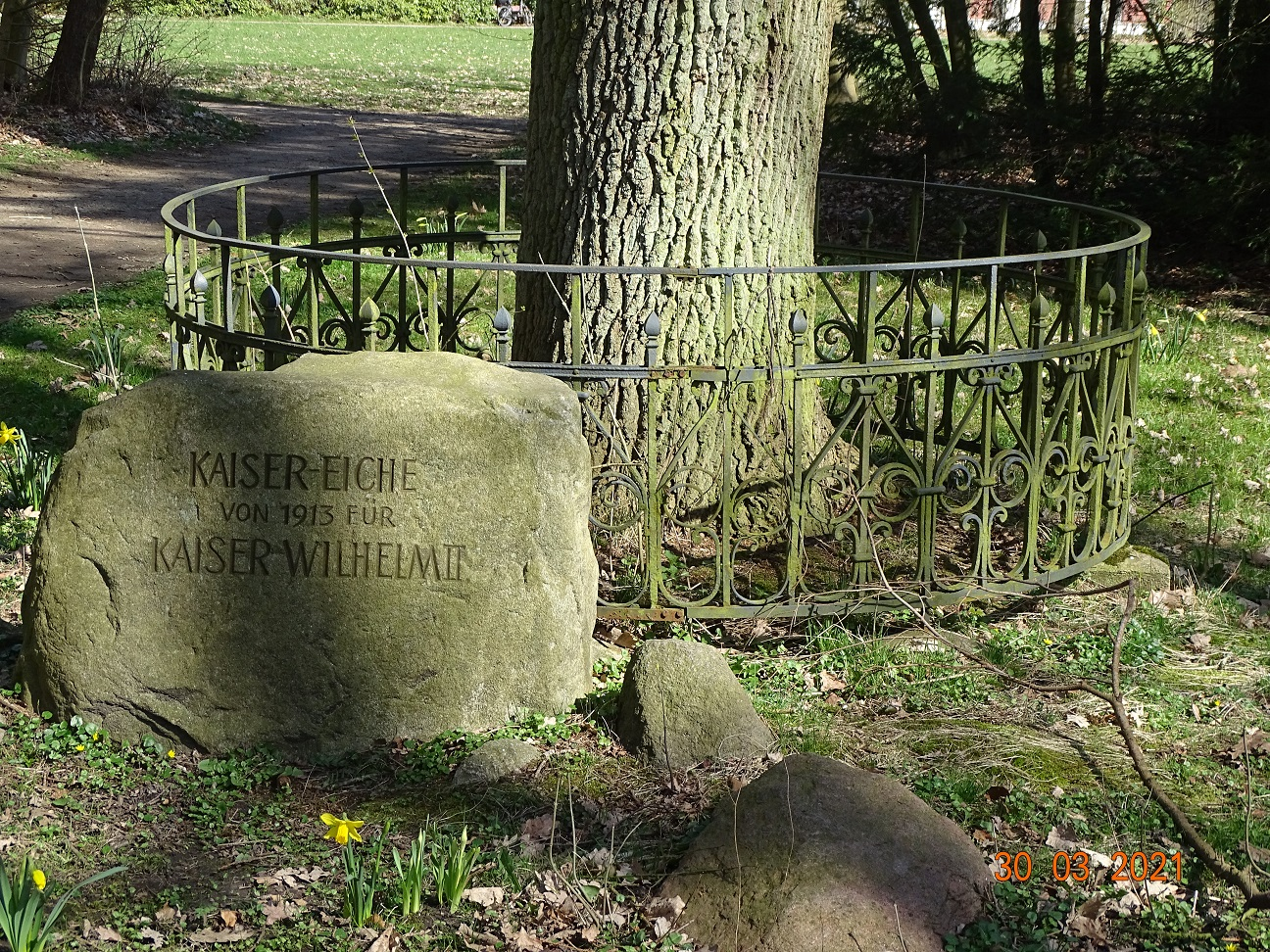
Kaiser-Eiche für Wilhelm II. in Bremerhaven

Eine Kaisereiche ist eine Eiche, die zu Ehren oder im Gedenken an einen Kaiser gepflanzt wurde. Die Reihe der mit ihnen in Verbindung stehenden Kaiser geht von Karl dem Großen bis Kaiser Wilhelm II.

## Kaisereichen in Deutschland
- verschiedene Drei-Kaiser-Eichen, die an das Dreikaiserjahr erinnern
- Kaisereiche (Barsinghausen)
- Kaisereiche (Berlin): 1879 zu Ehren von Kaiser Wilhelm I. und seiner Frau gepflanzt.
- Karower Kaisereiche
- Kaisereiche in Berlin-Lübars: 1897 zu Ehren von Kaiser Wilhelm II. und dem 25-jährigen Bestehen des Schützenvereins Lübars
- Kaisereiche in Birkholz (Bernau bei Berlin): Am 22. März 1897 zum ehrenden Gedenken des 100. Geburtstags von Kaiser Wilhelm I. als Schenkung von Alt-Reichskanzler Otto von Bismarck auf dem Dorfanger nahe der Alten Dorfschule, heute ein neugebautes Dorfgemeinschaftshaus, gepflanzt. Die kräftige junge Eiche kam aus seinem Besitz dem Sachsenwald.[1]
- Kaisereiche Bonefeld: Im März 1871 anlässlich der Deutschen Reichsgründung und der Krönung König Wilhelm I. zum deutschen Kaiser angepflanzt. Ein Denkmal zur Erinnerung an den Deutschen Krieg 1866 und den Deutsch-Französischen Krieg 1870/1871 wurde 1898 errichtet und ehrt auch die Toten aus beiden Weltkriegen.[2]
- Eppelborner Kaisereiche, 1930 gefällt
- Kaisereiche (Füttersee): Das Alter dieser Stieleiche im Landkreis Kitzingen ist umstritten und wird auf 400 bis 1200 Jahre geschätzt. Der Umfang betrug 7,92 m im Jahr 2001.
- Kaisereiche in Haan: Am 22. März 1897 zum 100. Geburtstag Kaiser Wilhelms I. gepflanzt als ein „Denkmal göttlicher Hilfe“ und als Friedens- und Mahnzeichen „für das deutsche Vaterland“.[3] Sie wird (trotz ihres jungen Alters) mit Karl dem Großen in Verbindung gebracht und daher auch Karlseiche genannt.
- Kaisereiche (Königsforst) an der Kreuzung des Brück-Forsbacher Wegs und des Pionier-Hüttenwegs/Jägersweg im südwestlichsten Teil der Stadt Bergisch Gladbach[4]
- Kaisereiche (Kottenforst) bei Bonn
- Kaisereiche (Oberberken)
- Kaisereiche (Wuppertal)
- Kaisereiche im Zehnsberg Eichsfeld: Sie hat mit der Gründung des Deutschen Reiches vom Jahre 1871 zu tun, muss also bereits über 100 Jahre alt sein. Sie steht am Wanderweg Forsthaus Zehensberg Richtung Leinefelde rechter Hand.

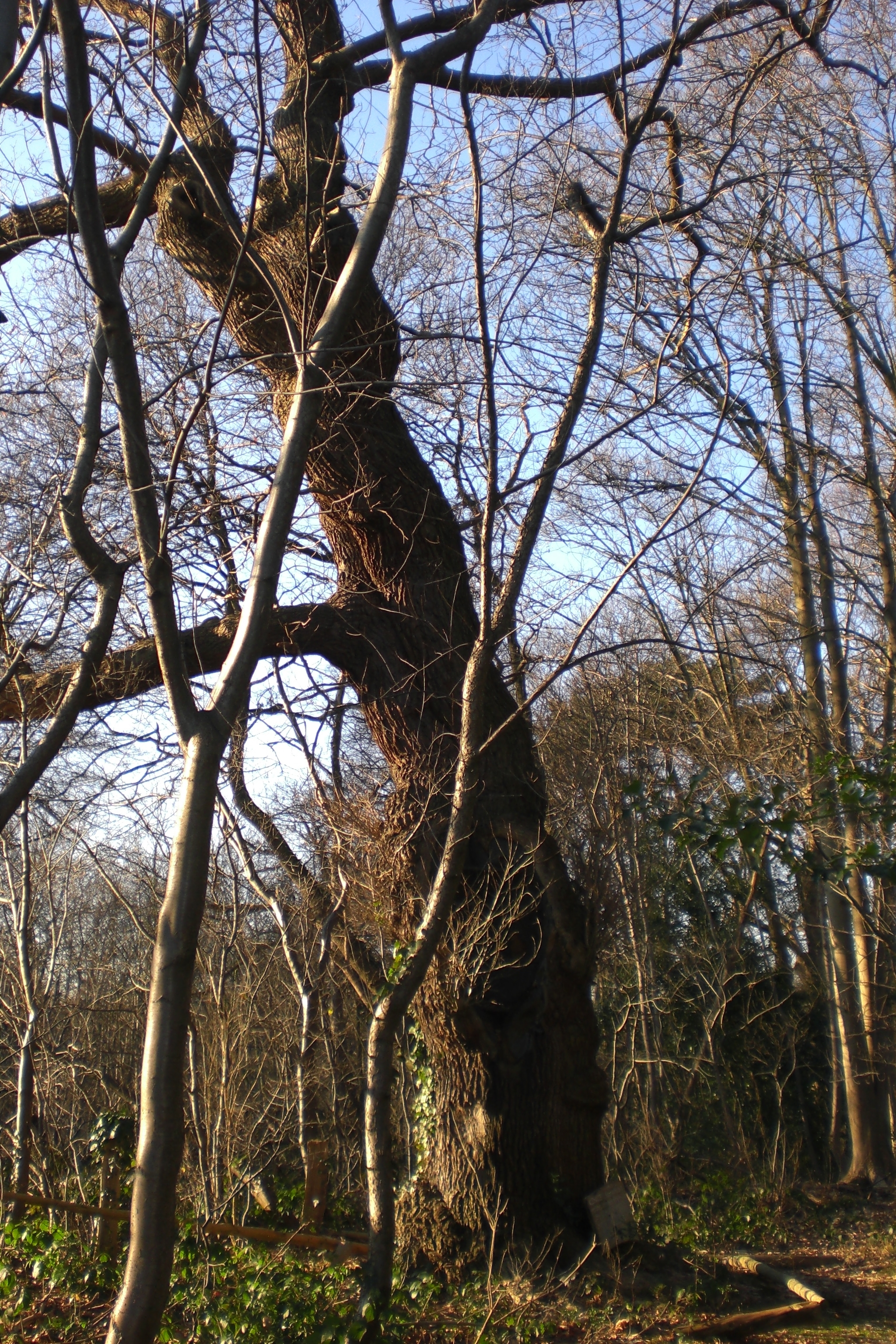
Kaisereiche in der Städteregion Aachen

- Kaisereiche in Würselen in der Städteregion Aachen: Sie erinnert an Kaiser/Zar Alexander I. (Russland), der im Jahr 1818 am Monarchenkongress in Aachen teilnahm und sich wohl gerne im die Eiche umgebenden Park aufgehalten hat. Die Kaisereiche ist heute ein als Naturdenkmal geschützter Baum. Sie ist zu finden im Ortsteil Kaisersruh an der Steigung der Bundesstraße 57 von Würselen Richtung Aachen auf der Anhöhe rechter Hand vor dem verfallenen Gut Nellessen.[5]
- Kaiser-Wilhelm-Eiche (Byttna)  bei Straupitz (Spreewald)
- Kaiser-Wilhelm-Eiche in Osterholz-Scharmbeck am 22. März 1897 zu Ehren der Durchreise von Wilhelm II. durch Osterholz-Scharmbeck von Bremen nach Bremerhaven, auf dem Marktplatz gepflanzt; Wilhelm II. war aber niemals in Osterholz-Scharmbeck. Er hatte sich in Bremen so stark verspätet, dass sein Besuch ausfiel. Die Eiche blieb trotzdem stehen.
- Kaisereiche in Gehlert im Westerwald, 1913 gepflanzt.

## Kaisereichen in Österreich
- Kaisereiche Hof am Leithaberge: Auf dem Gipfel des Steinerwegbergs, nach dem Besuch von Kaiser Ferdinand I. im Jahr 1839 benannt.[6]
- Kaisereiche Totzenbach: Am 2. Dezember 1908 anlässlich des 60. Thronjubiläums von Kaiser Franz-Josef I. gepflanzt.[7]
- Kaiser Franz Josef Jubiläumseiche Offenhausen (Oberösterreich): Zum selben Anlass ebenfalls im Jahr 1908 von der Bürgerschaft des Marktes Offenhausen gepflanzt.